# SLT (e스포츠)
SLT는 대한민국의 종합 프로게임단으로 오버워치, 발로란트 등의 종목을 운영하고 있다.

## 연혁

### 오버워치 (2020년)
- 2020년 7월 14일: Starlight Gaming 창단
- 2022년 7월: SLT Seongnam 창단
- 2023년 2월 25일: 휴식

### 오버워치 (2023년)
- 2023년 3월 1일: WildFlame과 네이밍 스폰서 계약 체결 및 SLT Miracle Seongnam 창단

### 발로란트
- 2023년 3월 27일: Rio Company 인수 및 SLT Seongnam 창단

## 소속 선수

### 오버워치
- 감독:
- 코치:
- 매니저:

| 이름 | 아이디 | 포지션 | 비고 |
| ---- | ------ | ------ | ---- |
| .    | .      | .      |      |
| .    | .      | .      |      |
| .    | .      | .      |      |
| .    | .      | .      |      |
| .    | .      | .      |      |
| .    | .      | .      |      |

### 발로란트
- 감독:
- 코치:

| 이름 | 아이디 | 비고 |
| ---- | ------ | ---- |
| .    | .      | .    |
| .    | .      | .    |
| .    | .      | .    |
| .    | .      | .    |
| .    | .      | .    |

## 주요 성적

### 오버워치 (2020년)
- 2020 오버워치 오픈 디비전 코리아 시즌 3 공동 11위
- 2020 오버워치 컨텐더스 트라이얼 코리아 시즌 2 4위
- 2021 오버워치 컨텐더스 코리아 시즌 1 10위
- 2021 오버워치 컨텐더스 트라이얼 코리아 시즌 2 2위
- 2021 오버워치 컨텐더스 코리아 시즌 2 8위
- 2022 오버워치 컨텐더스 코리아 서머 시리즈 A 16강
- 2022 오버워치 컨텐더스 코리아 서머 시리즈 B 공동 7위
- 2022 오버워치 컨텐더스 코리아 RUN IT BACK 5위

### 발로란트
- 2023 WCG 발로란트 챌린저스 코리아 스테이지 2 준우승